# Labastide-de-Penne
Labastide-de-Penne một thị xã và xã ở tỉnh Tarn-et-Garonne trong vùng Tarn-et-Garonne, Pháp.